# Bulbophyllum hirtum
Bulbophyllum hirtum é uma espécie de orquídea (família Orchidaceae) pertencente ao gênero Bulbophyllum. Foi descrita por James Edward Smith, John Lindley e Nathaniel Wallich em 1830.